# X Carinae
X Carinae är en förmörkelsevariabel av Beta Lyrae-typ (EB/KE) i stjärnbilden Kölen. 
X Carinae varierar mellan visuell magnitud +7,9 och 8,65 med en period av 1,082631 dygn.